# Dricky Beukes
Pour les articles homonymes, voir Beukes (homonymie).
Hendrika Johanna van Staden aussi connue sous le nom de Dricky Beukes (29 décembre 1918 - 9 novembre 1999) était une autrice sud-africaine de romans, de nouvelles et de drames radiophoniques. Beukes a écrit plus d’une centaine de romans en afrikaans, un grand nombre de nouvelles et de nombreux drames radiophoniques pour la station commerciale Springbok Radio. Elle est décédée en 1999 à Bellville après une longue contre un cancer du sang. Il y a une rue Dricky Beukes dans Kokrus à Vereeniging.

## Biographie
Hendrika Johanna van Staden est née sur la ferme Seekoebaard à Prieska, dans le nord de la province du Cap (actuel Cap du Nord), le 29 décembre 1918. Elle était la plus jeune de 13 enfants. À l’âge de trois ans sa famille a déménagé à Karos, une petite ville près de la rivière Gariep (fleuve Orange), vers Upington où elle a grandi et fait ses premières études. Elle s’est inscrite à la Higher Business School de Paarl et a obtenu un emploi au bureau de poste de Karos après avoir passé son examen de la fonction publique.
Beukes a été rendue très populaire grâce à ses histoires à suivre. Une phrase qui a acquis une grande popularité à l’échelle du pays, à l’époque, était son introduction du drame radiophonique Die Indringer (The Trespasser) : "'n verhaal wat elke moederhart sal roer" (une histoire qui va toucher le cœur de chaque mère). D’autres histoires radiophoniques populaires de Dricky Beukes incluent Skaduwees oor Summerdown, Blinkwater, Die geel karavaan et Dokter Karenien. Beukes est restée à l’antenne pendant plus d’une décennie, ce qui en a fit un nom familier dans tous les foyers afrikaans.
Elle écrivit son premier roman, Madelief, en seulement 14 jours, et il fut publié en 1945 dans The Housewife alors qu'elle avait 18 ans. L’histoire lui a été inspirée par la mort de sa mère survenue la même année.
Beukes a publié de nombreux autres livres populaires en afrikaans. The Kamberg series fut populaire entre 1982 et 1988. Beukes a aussi écrit Meetsnoere et Een wat’n muur afbreek qui dépeignent la vie des gens de Karos où elle a passé son enfance.
Elle a épousé Abraham Opperman Beukes, originaire de Prince Albert, le 4 juillet 1942. Il fut le premier directeur de la Laerskool Vredelust à Bellville, qui écrivit lui-même trois livres pour enfants. Le couple déménagea à Bellville (banlieue de la ville du Cap) et ils eurent un fils, Van Staden, et deux filles, Brenda et Wilmari. À Bellville, Beukes fut la rédactrice en chef d’un petit journal appelé Die Noordwester et une collaboratrice régulière du Oudtshoorn Courant. Après sa retraite, le couple s’installe dans le district de Tygerberg, vers Bellville. Le mari de Beukes meurt à Durbanville en mars 1993.

## Œuvres
- (1946)	Madelief
- (1947)	Siel, jy het baie goed
- (1950)	Karola
- (1952)	Altyd jou eie, Langs ’n ompad, Ryp vrugte, Verbode paradys
- (1954)	Belydenis, Gebarste mure
- (1956)	Antwoord van ’n geslag
- (1958)	Een bring die offer, Gebaande weë
- (1960)	Uit die verre jare, Wie is my naaste?
- (1962)	Dokter Nelia Eksteen
- (1964)	Die indringer, ’n Seun vir Nebe
- (1966)	Al lê die berge nog so blou, Deur liefde gebind, Die goue gety, Twee paaie, Verlore liefde
- (1968)	Hoe groot die offer, Onbetaalde rekening
- (1970)	Wie die liefde erf, Die wind waai waar hy wil
- (1972)	Een van La Rhone, Ek was die vreemdeling
- (1974)	Alsace en Lorraine, Ek het die wind gejaag, Die groot chirurg, Die jare roep
- (1976)	Liefde van gister
- (1978)	Anderkant die verste ster, Mevrou van Secunda, Nes tussen die sterre, Die smaad van Kroondal, Vaarwel ou Driefonteintjie, Omnibus: Dokter Nella Eksteen, Wie is my naaste, Die hoë muur
- (1980)	Ken jy die vrou – deel 3, ’n Tyd vir stilstaan, Omnibus: Legkaart van die lewe, Moeder se dagboek, Waarmee sal ek versoening doen
- (1982)	En more is nuut, Kamberg se wêreld, Die pad vorentoe, Roep van die Sonskynwoud, Omnibus (En môre is nuut): Die wind waai waar hy wil; Waar die winde, gaan rus het
- (1984)	Alles net vir jou, Antwoord van die nageslag, Velde van offergawes, Waar die grootpad eindig
- (1986)	Kamberg se mense, Die son sal weer skyn
- (1988)	Kamberg se kinders, Die liefde loop ’n ompad